# 沙里院信川高速公路
沙里院-信川高速公路（韓語：사리원신천관광도로），是連接朝鮮民主主義人民共和國黃海南道沙里院市和信川郡的一條高速公路。全長33公里。
1996年竣工。